# Citrus × limettioides
La limetta palestinese (Citrus × limettioides Yu.Tanaka, 1937), detta anche limetta del Patriarca, è un agrume della famiglia delle Rutacee. Di antiche origini, proviene dall'India ed è diffuso in Medio Oriente.

## Descrizione
La pianta si sviluppa in arbusti o piccoli alberelli con rami spinosi.

Le foglie di color verde chiaro hanno forma ovato-ellittiche, apice appuntito, e con picciolo privo di alette.

I frutti hanno rari semi e polpa succosa con bassa acidità. Hanno forma arrotondata, di medie dimensioni, e con umbone a volte pronunciato. La buccia sottile e liscia è di colore giallo.
È più resistente delle altre varietà di limette alle basse temperature.